# カピアタ
カピアタ（スペイン語: Capiatá）は、パラグアイのセントラル県にある都市。
アレグア (Aregua) 、イタウグア (Itaugua) 、フアン・アウグスト・サルディバール (Juan Augusto Saldívar) 、ルケ (Luque) 、ニェンビ (Ñemby) 、サン・ロレンソ (San Lorenzo) 、イパネ (Ypane) の七つの市と隣接する、県内唯一の市である。